# Pomba-de-stair
A pomba-de-stair (Gallicolumba stairi) é uma espécie de ave da família Columbidae.
Pode ser encontrada nos seguintes países: Samoa Americana, Fiji, Samoa, Tonga e Wallis e Futuna Islands.
Os seus habitats naturais são: florestas subtropicais ou tropicais húmidas de baixa altitude.
Está ameaçada por perda de habitat.